# اردشیر چهارم (شاهنشاه هخامنشی)
ارشک (به پارسی باستان: 𐎠𐎼𐏁𐎣) که با نام سلطنتی اردشیر چهارم (به پارسی باستان: 𐎠𐎼𐎫𐎧𐏁𐏂𐎠) شناخته می‌شود، دوازدهمین شاهنشاه هخامنشی در میانه سال‌های ۳۳۸ تا ۳۳۶ پیش از میلاد بود.
ارشک پس از مسموم شدن و درگذشت پدرش اردشیر سوم — که با کوشش‌های خود سبب تجدید حیات شاهنشاهی هخامنشی شده بود — بر تخت نشست. باگواس خواجه که اردشیر سوم را کشته بود، ارشک را به این امید بر تخت سلطنت نشاند که بتواند او را کنترل کند ولی ارشک در کوشش برای رهایی از تأثیرات باگواس بود و در این جهت کوشش کرد تا خواجه را مسموم کند ولی موفق نشد، در عوض خودش به دستور باگواس مسموم شد و درگذشت. پس از آن باگواس پسر عمه ارشک به نام داریوش سوم را بر تخت شاهنشاهی نشاند.

## نام
اردشیر چهارم در منابع یونانی با نام ارشک شناخته شده‌است ولی در سنگ‌نوشته سه زبانه‌ای که در لیکیه پیدا شده، اردشیر نامیده شده‌است. احتمالاً ارشک نام شخصی او بوده و سپس اردشیر را به عنوان نام شاهنشاهی خود برگزیده است. ارشک به شکل آرشام (Aršāma) نیز تلفظ می‌شود و شکل اوستایی آن Aršan- است. این نام به معنای «مردانه» است.

## خانواده
اردشیر چهارم فرزند اردشیر سوم و آتوسا دختر اردشیر دوم بود. از زمان تولد او اطلاعات زیادی در دسترس نیست و ما تنها می‌دانیم که او آخرین پسر اردشیر سوم بوده‌است. ارشک زمانی که به سلطنت رسید بسیار جوان بوده. وی یک خواهر تنی به نام پروشات داشته‌است که او بعداً با الکساندر سوم مقدونی ازدواج کرد و همچنین نام یکی از برادران ناتنی او در منابع یونانی به شکل بیسدانس دیده می‌شود. ارشک احتمالاً چند فرزند داشته‌است که همگی همراه او کشته شده‌اند.

## فرمانروایی
با به تخت‌نشینی اردشیر سوم، دولت هخامنشی بار دیگر احیا می‌شود. او چندین شورش در بخش‌های مختلف شاهنشاهی را سرکوب و مصر را یک‌بار دیگر ضمیمه امپراتوری کرد. اما با کشته شدن اردشیر سوم در پاییز ۳۳۸ به دست باگواس، خواجه جاه‌طلب دربار هخامنشی، این امیدها پایان می‌یابد. با مسموم شدن اردشیر سوم، اوضاع شاهنشاهی هخامنشی رو به بحران می‌رود. باگواس که می‌خواست کنترل اوضاع را در دست خود نگاه دارد، همه پسران اردشیر سوم، به جز ارشک و بیسدانس را به قتل می‌رساند. سپس ارشک جوان با نام اردشیر چهارم به عنوان شاهنشاه جدید برگزیده می‌شود.
در همان زمان باگواس کنترل اوضاع دربار ایران را دست داشت، در یونان وضعیت متفاوتی برقرار بود. فیلیپ دوم مقدونی، پدر اسکندر مقدونی، با توجه به اوضاعی که در ایران برقرار بود، تقریباً همه دولت-شهرهای (پولیس) یونانی را زیر پرچم مقدونیه متحد کرده بود. وی از هخامنشیان به دلیل پشتیبانی از شهر پرینتوس علیه مقدونیه در زمان اردشیر سوم، درخواست غرامت کرد اما این درخواست توسط اردشیر چهارم رد شد. به همین بهانه، فیلیپ در سال ۳۳۶ پیش از میلاد سپاهی مرکب از ۱۰ هزار سرباز مقدونیه‌ای را روانه آسیا کرد. در همین زمان، ارشک که مشغول خلاص کردن خود از نفوذ باگواس بود، تلاش کرد تا خواجه را مسموم کند، اما این نقشه با موفقیت پیش نرفت. در پاسخ، باگواس ارشک و همه خانواده‌اش را به وسیله سم کشت و سپس پسر عموی شاه، یعنی داریوش سوم را به عنوان شاهنشاه بعدی برگزید.
در تبلیغات پس از جنگ مقدونیه‌ای‌ها، برای مشروع جلوه دادن حکومت اسکندر مقدونی بر ایران، عنوان داشته شد که آخرین شاهنشاه هخامنشی، داریوش سوم، یکی از هم‌دستان باگواس در طرح ترور اردشیر چهارم بوده‌است.

## سکه‌شناسی

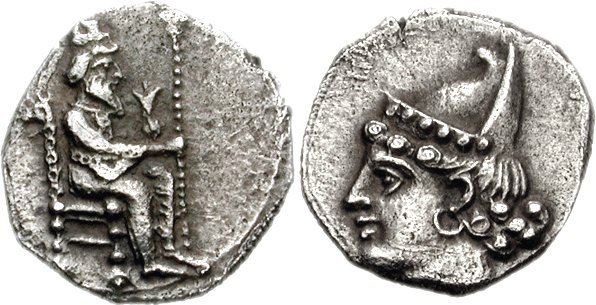
سکه ضرب شده در ساتراپی کیلیکیه، که گمان می‌رود نشان دهنده اردشیر چهارم باشد.

هیچ سکه‌ای با تصویر و نام اردشیر چهارم که در خاک اصلی ایران ضرب شده باشد پیدا نشده‌است. با این حال احتمالاً نگارهٔ فرمانروای جوانی که با تاج فراعنه در پشت تعدادی از سکه‌هایی که مازادیوس، ساتراپ کیلیکیه ضبط کرده‌است به چشم می‌خورد اردشیر چهارم است.

## منبع‌شناسی برای زندگانی اردشیر چهارم
آریان، یوستین و دیودوروس سه تاریخ‌نگار باستانی هستند که به زندگی و دوران کوتاه شاهنشاهی اردشیر چهارم پرداخته‌اند.

### باستانی
- آریان، آناباسیس اسکندری
- دیودور سیسیلی، کتابخانه تاریخی
- ژوستین، خلاصه تاریخ پومپیوس تروگوس

### مدرن
- Waters, Matt (2014). Ancient Persia: A Concise History of the Achaemenid Empire, 550–330 BCE. Cambridge University Press. pp. 1–272. ISBN 978-1-107-65272-9.
- Schmitt, R. (1986). "Artaxerxes III". Encyclopaedia Iranica, Vol. II, Fasc. 6. pp. 658–659.
- LeCoq, P. (1986). "Arses". Encyclopaedia Iranica, Vol. II, Fasc. 5. p. 548.
- Briant, Pierre (2002). From Cyrus to Alexander: A History of the Persian Empire. Eisenbrauns. pp. 1–1196. ISBN 978-1-57506-120-7.

| اردشیر چهارم 𐎠𐎼𐎫𐎧𐏁𐏂𐎠هخامنشیانزادهٔ: ۳۵۷ پ.م. درگذشتهٔ: ۳۳۶ پ.م. |                              |                  |
| عنوان سلطنتی                                                  |                              |                  |
| پیشین: اردشیر سوم                                             | شاهنشاه ایران ۳۳۸ – ۳۳۶ پ.م. | پسین: داریوش سوم |
| پیشین: اردشیر سوم                                             | فرعون مصر ۳۳۸ – ۳۳۶ پ.م.     | پسین: داریوش سوم |